# Восстание Коплику
Восстание Коплику (алб. Kryengritja e Koplikut) — антикоммунистическое вооружённое восстание в Албании 23 января 1945 года. Название происходит от города Коплику — центра округа Малесия-э-Мади. Одно из первых в Восточной Европе выступление против правящей компартии. Выступало под национал-демократическими лозунгами. Подавлено силами госбезопасности.

## Контекст
В ноябре 1944, ещё до окончания Второй мировой войны, к власти в Албании пришла Коммунистическая партия (КПА) во главе с Энвером Ходжей. Правительство КПА жёстко проводило просоветскую сталинистскую политику: устанавливалась монопольная партийная власть, экономика подвергалась огосударствлению, ликвидировались традиционные общественные структуры, насаждался культ Ходжи. Видную роль в системе власти играли эмиссары Компартии Югославии, которая в то время была ближайшим союзником КПА.
Новые власти развернули кампанию политических репрессий. Силы госбезопасности DMP и особые Бригады преследования совершали бессудные убийства. Наиболее интенсивный террор проводился в горных местностях севера Албании. Сопротивление новому режиму оказывали республиканские националисты Балли Комбетар, роялисты движения Легалитети, кланово-племенные общности. Центр сопротивления сложился в северной области Шкодер.
В шкодерском округе Малесия-э-Мади повстанческим формированием командовал майор албанской королевской армии Леш Мараши — националист-антикоммунист, ранее участник антифашистского движения. Свои действия он рассчитывал скоординировать с боевиками Балли Комбетар под командованием Абаса Эрменьи, племенным ополчением кельменди во главе с Преком Цали, вооружённым подпольем клана Маркагьони в Мирдите и повстанческим центром Пострибы Юпа Казази. 
Основными очагами движения Мараши являлись общины Кастрати и Шкрель, отличавшиеся горским традиционализмом, национал-патриотической активностью и большим влиянием католической церкви.

## Программа
Идеология движения носила в целом национал-демократический характер. Политическая программа восходила к совещаниям националистических лидеров, проведённым в 1943—1944. Традиционные клановые авторитеты и католические священники Шкодера разрабатывали план «недопущения коммунистов на север» после ухода итальянских и немецких оккупантов. Геоландшафтные условия Малесии-э-Мади — труднодоступная горная местность — как представлялось, повышали шансы на успех.
Предполагалось создать местные вооружённые силы и сформировать управленческие структуры. Определённые расчёт делался на британскую помощь, призванную уравновесить поддержку КПА со стороны СССР и югославских коммунистов (сербско-черногорская экспансия рассматривалась как серьёзная национальная угроза). Агитация делала упор на сходство фашизма, нацизма и коммунизма как диктаторских систем.

## Бой
10 января 1945 повстанцы Леша Мараши вступили в крупное село Кастрати, где встретили активную поддержку жителей. Двадцать пленных коммунистов на волне энтузиазма были освобождены. 13 января было проведено оперативно-политическое совещание в селе Белтойя. В нём приняли участие командиры антикоммунистических отрядов, политические авторитеты, представители католической церкви. Леш Мараши и Прек Цали — действовавшие в военном союзе — выступали с наибольшей решительностью.
Тактические успехи — взятие нескольких сёл, временное блокирование автодорог, пресечение телефонной связи с Тираной и Шкодером — вдохновили на амбициозные планы. Было принято решение атаковать город Коплику — административный центр Малесии-э-Мади. В дальнейшем предполагалось наступать на порт Шенгьини и через него установить связь с Западной Европой. Поражение Кельмендского восстания 15 января и арест Прека Цали не обескуражили, а наоборот, побудили к ускорению атаки.
Военный удар был нанесён 23 января 1945 — отряд Леша Мараши атаковал казармы коммунистической Национально-освободительной армии (НОАА) в Коплику. Первоначально сработал фактор внезапности. Однако повстанцы значительно уступали правительственным войскам в численности и вооружении.
Из Шкодера в Коплику выдвинулись крупные силы НОАА и DMP под командованием майора госбезопасности Зои Темели. Бой продолжался около суток. Правительственным силам оказали поддержку югославы. Повстанцы потеряли 45 человек убитыми и 25 ранеными, после чего вынуждены были отступить. Потери правительственной стороны составили 40 убитых и 50 раненых.
В следующие недели органы госбезопасности проводили интенсивную зачистку Малесии-э-Мади, расстреливали подозреваемых в повстанчестве, изымали имущество крестьян. Непрерывно продолжался розыск Леша Мараши. Оперативные отчёты направлялись лично Мехмету Шеху.
Леш Мараши скрывался в горах около полутора лет. В 1946 он был обнаружен госбезопасностью и после перестрелки взят в плен. На показательном процессе в Шкодере Леш Мараши был приговорён к смертной казни и публично повешен.

## Память
Албанское Восстание Коплику явилось исторически первым в Восточной Европе вооружённым выступлением против правящего коммунистического режима. Хронологически оно принадлежит к периоду Второй мировой войны, однако являлось самостоятельным выступлением албанских антикоммунистов.
В современной Албании антикоммунистические силы рассматривают Восстание Коплику как демократическое и национально-освободительное. Их противники придерживаются, разумеется, противоположной точки зрения. В некоторых исследованиях особо подчёркивается роль католической церкви.